# Charles de Testa
Pour les articles homonymes, voir Testa.
Charles de Testa, né le 10 décembre 1920 à Paris et mort le 29 novembre 1986 à Mulhouse, est un militaire et résistant français, Compagnon de la Libération. 

## Biographie

### Jeunesse
Fils du président-directeur-générale de la compagnie des immeubles de la Plaine-de-Monceaux, Charles de Testa naît le 10 décembre 1920 dans le 17e arrondissement de Paris. Durant son enfance, il passe beaucoup de temps à Malesherbes, dans le Loiret, où sa famille est propriétaire d'une maison. 

### Seconde Guerre mondiale
Avant même la signature de l'armistice du 22 juin 1940, Charles de Testa décide de se rallier à la France libre et part vers Saint-Jean-de-Luz où il embarque le 21 juin sur le paquebot MS Batory en partance vers l'Angleterre. Parvenu à destination, il s'engage dans les forces françaises libres et suis une instruction militaire d'artillerie au camp de Camberley. Sa formation terminée, il embarque pour l'Afrique-Équatoriale française en octobre 1941. Affecté au 1er régiment d'artillerie des forces françaises libres en tant que pointeur sur canon de campagne, il prend part à la guerre du désert et connaît son premier combat lors de la bataille de Bir Hakeim en mai et juin 1942. À cette occasion, il se distingue par la qualité de ses tirs et par son courage, tenant sa position malgré une blessure reçue le 10 juin. Il reçoit pour cela une citation à l'ordre de la division.
Promu brigadier-chef en octobre 1942 et passé chef de pièce, il participe à la seconde bataille d'El Alamein puis gravit rapidement les échelons, étant promu maréchal des logis en décembre 1942 et maréchal des logis-chef en février 1943. Après avoir suivi les cours d'élève-officier au Caire, il prend part à la campagne de Tunisie à l'issue de laquelle il est promu aspirant. Le 21 avril 1944, il débarque en Italie et, le 2 juin 1944, alors qu'il opère en tant qu'observateur en avion dans le secteur de Valmontone, il est blessé par un tir de DCA et obtient une citation à l'ordre du régiment,. Il est à nouveau observateur en avion lors du débarquement de Provence et est une troisième fois cité, cette fois à l'ordre de la brigade, pour la qualité et la précision de ses observations qui permettent de diriger efficacement l'artillerie au sol et de détruire les batteries allemandes du cap Cépet et du fort de la Croix qui tiraient sur les troupes alliées.
Après avoir remonté la vallée du Rhône lors de la libération de la France, Charles de Testa participe à la bataille d'Alsace et fait encore la démonstration de ses talents d'artilleur, gagnant sa quatrième citation, une seconde fois à l'ordre du régiment. Promu sous-lieutenant, il termine la guerre lors des combats autour du massif de l'Authion,.

### Après-Guerre
Charles de Testa s'installe à Mulhouse après sa démobilisation en août 1945 et devient ingénieur aux Mines de potasse d'Alsace puis chef de service commercial à la société commerciale des potasses et azotes.
Charles de Testa meurt le 29 novembre 1986 à Mulhouse et est inhumé à Malesherbes.

## Décorations
|  |  |  |  |  |  |  |  |  |
|  |  |  |  |  |  |  |  |  |
|  |  |  |  |  |  |  |  |  |

| Officier de la Légion d'Honneur                                               | Officier de la Légion d'Honneur                                               | Officier de la Légion d'Honneur                                               | Compagnon de la Libération Par décret du 18 janvier 1946 | Compagnon de la Libération Par décret du 18 janvier 1946 | Compagnon de la Libération Par décret du 18 janvier 1946 | Commandeur de l'Ordre national du Mérite    | Commandeur de l'Ordre national du Mérite    | Commandeur de l'Ordre national du Mérite    |
| Croix de guerre 1939-1945 Avec une étoile d'argent et trois étoiles de bronze | Croix de guerre 1939-1945 Avec une étoile d'argent et trois étoiles de bronze | Croix de guerre 1939-1945 Avec une étoile d'argent et trois étoiles de bronze | Médaille de la Résistance française                      | Médaille de la Résistance française                      | Médaille de la Résistance française                      | Médaille coloniale Avec agrafe "Bir Hakeim" | Médaille coloniale Avec agrafe "Bir Hakeim" | Médaille coloniale Avec agrafe "Bir Hakeim" |
| Médaille commémorative de la campagne d'Italie                                |                                                                               |                                                                               |                                                          |                                                          |                                                          |                                             |                                             |                                             |

## Hommages
- À Malesherbes, une plaque commémorative a été apposée sur la façade de sa maison familiale[2].